# Aeropuerto Internacional de Dalian-Zhoushuizi

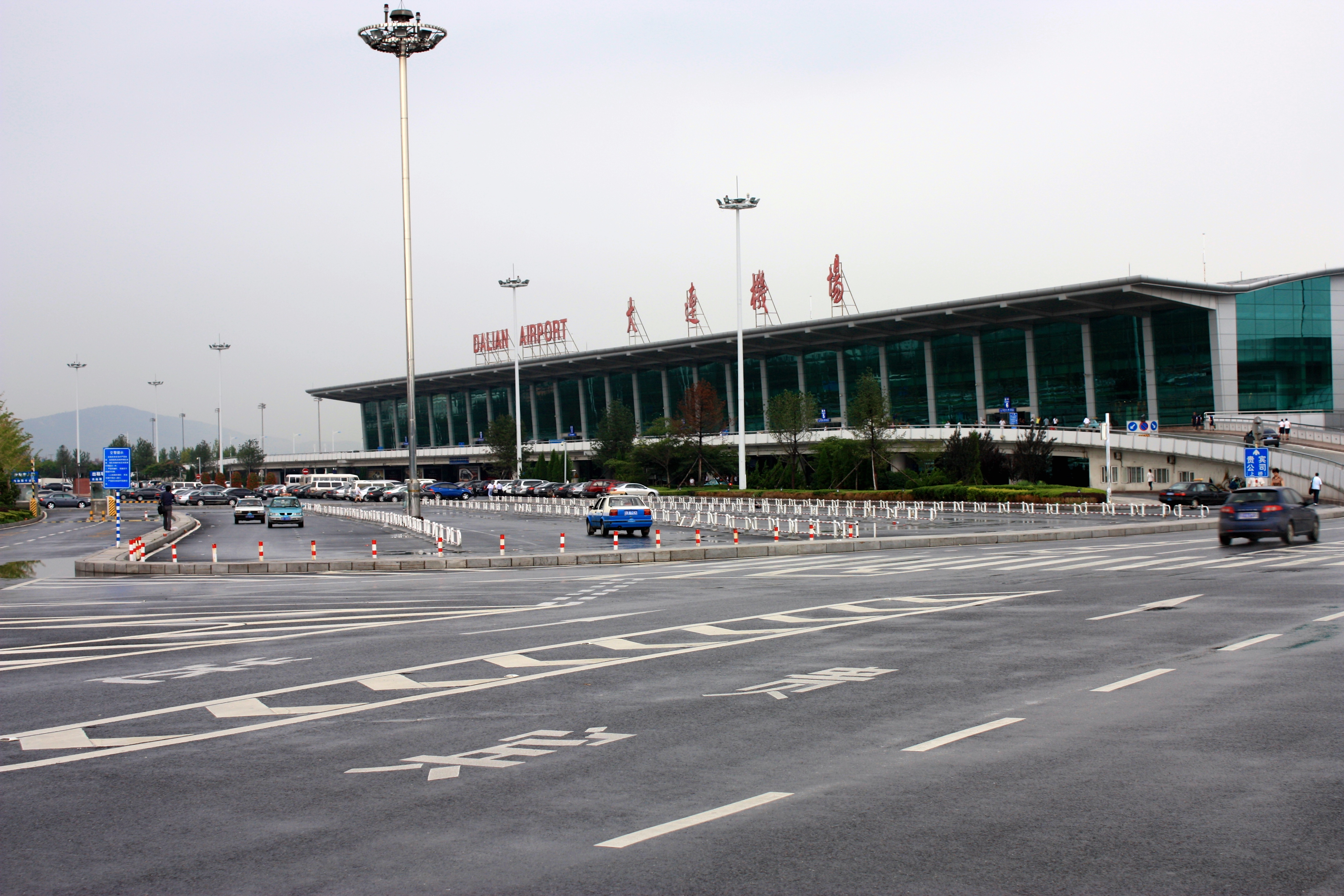
Aeropuerto de Dalian

El Aeropuerto Internacional Zhoushuizi de Dalián (en chino:大连周水子国际机场, pinyin:Dàlián zhōu shuǐ zǐ guójì jīchǎng) Es el aeropuerto que sirve a la ciudad-subprovincia de Dalian , en la provincia de Liaoning, República Popular China. Se ubica a 10 km al noroeste del centro de la ciudad. En 2010 el aeropuerto movió a 10.703.640 de pasajeros convirtiéndose en el 16 más ocupado del país, y es el eje para compañías tales como Dalian Airlines.

## Historia
Inmediatamente después de la ley de Aviación de 1927, el Ministerio japonés de Correos y Telecomunicaciones comenzó a planear el transporte interno programado, lo que resulta en los aeropuertos de Tokio y entre sus rutas estaría Tokio-Dalián. Durante la segunda guerra sino-japonesa en 1937, hubo más tráfico militar por la marina de guerra japonesa que el tráfico civil, en su mayoría con Douglas DC-3 . El aeropuerto Zhoushuizi en ese momento era de unos 800 metros de largo y 400 metros de ancho. En 1972, el año de la reapertura de este aeropuerto.

## Características
El aeropuerto cuenta con una pista de 3.300 metros y 65.000 metros cuadrados de edificio de la terminal. En septiembre de 2011,se amplió a 71.000 metros cuadrados como parte del proyecto de 2200 millones de yuanes como expansión de la tercera fase del aeropuerto.

## Destinos
| Aerolíneas                             | Destinos |
| -------------------------------------- | --- |
| Aeroflot operated by Vladivostok Air   | Base: Vladivostok |
| Air China                              | Pekín-Capital, Chengdu, Fukuoka, Hiroshima, Hong Kong, Osaka-Kansai, Sendai [ends 28 October 2012], Tokio-Narita |
| Air China operados por Dalian Airlines | Pekín-Capital, Hangzhou, Shenzhen, Xi'an |
| Air Koryo                              | Pionyang |
| All Nippon Airways                     | Osaka-Kansai, Tokio-Narita |
| Asiana Airlines                        | Seúl-Incheon |
| Beijing Capital Airlines               | Haikou, Ningbo |
| China Airlines                         | Taipéi-Taoyuan |
| China Eastern Airlines                 | Pekín-Capital, Kunming, Linyi, Lianyungang, Mudanjiang, Nankín, Okayama, Qingdao, Shanghái-Pudong, Wuhan, Xi'an |
| China Express Airlines                 | Chongqing, Dongying, Handan |
| China Southern Airlines                | Pekín-Capital, Baotou, Changchun, Changzhou, Changsha, Chengdú, Chongqing, Fukuoka, Cantón, Guiyang, Hangzhou, Harbin, Hefei, Hiroshima, Hohhot, Irkutsk, Jeju, Jinan, Kunming, Lanzhou, Manzhouli, Nagoya-Centrair, Nankín, Nanning, Ningbo, Osaka-Kansai, Qingdao, Sapporo-Chitose, Seúl-Incheon, Shanghái-Pudong, Shenzhen, Shijazhuang, Taipéi-Taoyuan, Taiyuan, Tianjin, Tokio-Narita, Toyama, Vladivostok, Urumqi, Wenzhou, Wuhan, Xi'an, Xining, Xiamen, Yanji, Yinchuan, Zhengzhou Base: Irkutsk, Jabárovsk |
| China United Airlines                  | Pekín-Nanyuan |
| Dalavia                                | Base: Jabárovsk |
| Grand China Air                        | Pekín-Capital |
| Hainan Airlines                        | Bangkok-Suvarnabhumi, Changsha, Fuzhou, Cantón (Guangzhou), Harbin, Hefei, Jiamusi, Linyi, Nankín, Nanning, Ningbo, Ordos, Sanya, Shenzhen, Singapur, Taipéi-Taoyuan, Urumqi, Wenzhou, Xiamen, Xining, Zhengzhou |
| Hebei Airlines                         | Qinhuangdao, Shijiangzhuang |
| Japan Airlines                         | Tokio-Narita |
| Juneyao Airlines                       | Shanghái-Pudong |
| Lucky Air                              | Jinan, Kunming, Wuhan |
| Korean Air                             | Seúl-Incheon |
| Okay Airlines                          | Jinzhou, Shenyang, Weihai, Yantai |
| RusLine                                | Irkutsk |
| SAT Airlines                           | Yuzhno-Sakhalinsk |
| Shandong Airlines                      | Harbin, Jinan, Qingdao, Wuhan, Yantai |
| Shanghai Airlines                      | Shanghái-Pudong |
| Shenzhen Airlines                      | Changchun, Chongqing, Cantón (Guangzhou), Guiyang, Harbin, Jinan, Nankín, Nanning, Shenzhen, Shijiazhuang, Wuxi, Xi'an, Zhengzhou |
| Sichuan Airlines                       | Chengdú, Chongqing, Harbin, Hangzhou, Jinan, Kunming, Xuzhou |
| Spring Airlines                        | Shanghái-Pudong |
| S7 Airlines                            | Base: Irkutsk |
| Tianjin Airlines                       | Chifeng, Ordos, Hohhot, Nanning, Shijiazhuang, Tianjin, Tongliao, Weihai, Xi'an, Zhengzhou |
| Uni Air                                | Taipéi-Taoyuan |
| West Air (China)                       | Chongqing, Qingdao |
| Xiamen Airlines                        | Changsha, Fuzhou, Hangzhou, Jinan, Nankín, Nanchang, Ningbo, Qingdao, Xiamen |
| Yakutia Airlines                       | Base: Yakutsk |

## Carga
| Aerolíneas        | Destinos                            |
| ----------------- | ----------------------------------- |
| Air China         | Fráncfort del Meno, Shanghái-Pudong |
| ANA Cargo         | Osaka-Kansai, Tokio-Narita          |
| Emirates SkyCargo | Dubái                               |